# 永初 (漢)
永初（えいしょ）は、後漢の安帝劉祜の治世に行われた最初の元号。
107年 - 113年。

## 出来事
- 元年：羌が反乱を起し、西域との道が断たれる。西域都護を廃止する。倭国王帥升が朝貢。

## 西暦・干支との対照表
| 永初 | 元年  | 2年   | 3年   | 4年   | 5年   | 6年   | 7年   |
| 西暦 | 107年 | 108年 | 109年 | 110年 | 111年 | 112年 | 113年 |
| 干支 | 丁未  | 戊申  | 己酉  | 庚戌  | 辛亥  | 壬子  | 癸丑  |